# Distichopora
Distichopora is een geslacht van neteldieren uit de familie van de Stylasteridae.

## Soorten
- Distichopora anceps Cairns, 1978
- Distichopora anomala Cairns, 1986
- Distichopora antigua deFrance, 1826 †
- Distichopora asulcata Cairns, 2005
- Distichopora barbadensis Pourtalès, 1874
- Distichopora borealis Fisher, 1938
- Distichopora cervina Pourtalès, 1871
- Distichopora coccinea Gray, 1860
- Distichopora contorta Pourtalès, 1878
- Distichopora dispar Cairns, 1991
- Distichopora foliacea Pourtalès, 1868
- Distichopora gracilis Dana, 1848
- Distichopora irregularis Moseley, 1879
- Distichopora laevigranulosa Cairns, 1986
- Distichopora livida Tenison-Woods, 1880
- Distichopora nitida Verrill, 1864
- Distichopora profunda Hickson & England, 1909
- Distichopora providentiae (Hickson & England, 1909)
- Distichopora robusta Lindner, Cairns & Guzman, 2004
- Distichopora rosalindae Cairns, 1986
- Distichopora serpens Broch, 1942
- Distichopora sulcata Pourtalès, 1867
- Distichopora uniserialis Cairns, 1986
- Distichopora vervoorti Cairns & Hoeksema, 1998
- Distichopora violacea (Pallas) Lamarck
- Distichopora yucatanensis Cairns, 1986